# 第一戰士
《第一戰士》是卡普空於2010年7月15日推出的電子遊戲作品，為在PlayStation Portable平台上的角色扮演遊戲。攻略本銷售數量為105,253本。

## 世界觀
在世界上約有10萬位戰士皆被戰候機構「巴薩塔（バザルタ）」領導，通稱「機構」來統治世界，戰士們都擁有自己的「階級」，其階級即代表了統治世界的「權力」。流浪民族坎塔雷拉（カンタレラ）部落的青年吉格（ジグ）對於只重複保護傳統和儀式作為其生命意義而乏味，為了證實自己的價值而決定離開故鄉進入機構，讓自己達到頂點，此時反巴薩塔的組織也為了抵抗巴薩塔而開始採取行動。

## 系統

遊戲中的戰鬥畫面

### 戰鬥
以按鍵指令的方式進行戰鬥，和其他回合制遊戲不同的是，在按下指令的瞬間角色就會馬上出招，但戰鬥時無法自由移動且無迴避設定，須抓緊時機並預測對方動作攻擊。此外還可將打倒的戰士的招式納為己用（包括奧義、特殊能力等），但不論是攻擊、防禦還是技能都需要消耗SP值（行動力），雖然會自行恢復但玩家須自行斟酌用量，一旦消耗完就會無法出招。
在打倒固定的對手後，就能得到其「奧義」，力量雖然強大但會消耗掉所有的招式使用，且施展時還會有特寫畫面。在將固定的對手打至剩下一點血後對手就會施展奧義，此時畫面會出現預防指令，玩家可藉由完成指令來將奧義反擊回去（其特寫畫面也會更改）。

### 流派
主角所使用的各種武器效用不盡相同（技能指令也不同），包括「二刀流」、「拳」、「槍」、「盾」等，如使用單手劍平衡力較好，若切換為鐵手套就可針對對手的弱點打擊，即為「Break槽」，一旦打破就能使對方陷入崩潰，但自己也是有其弱點會被對手打破的危險。

### 排行
除了和怪物戰鬥外，在戰士角色頭上會出現排名順位的數字，打倒其對手就可以奪取其順位的「排名戰鬥」，本作就是不斷地奪取順位，以成為第一名戰士為目標的遊戲，但其對手大多是比玩家的順位還高，實力也是如此。越高的排名享有的權利就越高。如果自己的排名低過或高於對方太多，對方大都不會答應交戰（交戰過的也不太會答應）。

## 登場人物

### 主要人物
吉格（Zig，聲：神谷浩史）
邊境的獅子（辺境の獅子）
本作主人公。坎塔雷拉後裔。認為待在坎塔雷亞部落不斷重複的儀式是看不見未來，因此決定離鄉背井加入巴薩塔組織成為實力強勁的RANKER。平時表情冷峻的青年。個性隨遇為安，只要有床睡就會滿足，不害怕任何人（因此被泰隆中意），即使成為七騎士仍舊穿著分發的制服。最後正打算前往絕海時被哈斯擋了下來，要求一戰，在勝利後便成為了第一順位，也是機構最強的戰士。
法茲（Faz，聲：中村悠一）
瘋狂劍獸（狂える剣獣）
坎塔雷拉後裔。吉格最好的朋友，坎塔雷拉現族長的兒子。特徵是銀色中分的頭髮，青色雙眼，穿著坎塔雷拉風格的衣裝（成為七騎士尤里手下後改穿藍色大衣），被吉格認為是一個值得相信且可靠的完美朋友。當吉格打敗尤里後，蜜希終於回到了自己身邊。反叛軍勝利後，成為了新七騎士一員（第四順位）。
蓮（Ren，聲：井上麻里奈）
亡國的騎士皇（亡国の騎士皇）
本作女主角。建立機構的王室之一的薩爾瓦托雷王室的後裔。特徵是綁著金色的長髮辮，穿著白色金邊的王室風格衣裝，紅橙色瞳孔的少女。性格倔強、自尊心高，不喜歡輸給別人。隨劇情逐漸對吉格抱有好感。反叛軍勝利後，成為了新七騎士一員（第五順位）。
馬吉斯（Makis，聲：羽多野渉）
吉格離開部落沒多久出現的神秘男子。特徵是粉紅色髮色，配戴奇怪的太陽眼鏡，自認是個時尚的人。知道吉格想要成為戰士而表示可提供免費情報。自稱「情報傳播員」，喜愛散布情報給RANKER們，實際上是想和有能力達到頂點的RANKER合作，並要他到達頂點順位時表示都是馬吉斯的功勞。和吉格為合作關係，對他相當照顧，努力幫助他達到第一順位。似乎沒有戰鬥能力。和伊格莉達是舊識。
泰隆（Tylong，聲：安元洋貴）
鋼之俠客（鋼の侠客）
巴薩塔的惡勢力集團「泰隆一家」的領導人。排名第八，實力最接近七騎士的男人。特徵是白色相後稍捲的頭髮，下巴蓄著鬍鬚，身材高大，頗有霸氣的男人，個性穩重，有話直說，比賽喝汽水無人能敵。反叛軍勝利後，成為了新七騎士一員（第三順位）。
伊格莉達（Igorida，聲：豐口惠）
知曉命運的女人（運命を知る女）
圍繞著謎團的獨眼女劍士。因掌握著重大的情報而被七騎士探查其動向。特徵是右眼配戴眼罩，還有著傷疤，留著粉色短髮，武器是雙短劍。平時外表看起來神祕，但實際上是個喜歡捉弄人、挑戰刺激的人，似乎對吉格抱有愛意，常以話語是探他。反叛軍勝利後，成為了新七騎士一員（第六順位）。
加爾加諾（Galgano，聲：福山潤）
不懂狙擊的射手（狙い知れずの射手）
在雷歐峽谷遇見吉格時要求檢測實力的神秘RANKER。特徵是金髮和圓墨鏡，青色眼睛，穿著紳士華服的男性，個性輕浮、古怪，但常都能提到事情的重點，身世和目的皆是未知數。手持雙槍（父親的槍），攻擊方式混亂，但都能精確地擊中目標，能發射各種類的子彈攻擊。是原七騎士巴爾巴羅的兒子，兩人的感情相當好。仇恨著七騎士尤里，為了奪回父親，不得聽命於他。
加爾加諾死後吉格從休息區老闆口中得知，以前常會到休息區喝酒，雖然沒有透露自己身分但都不斷提到父親。使用的手槍遺落在他死亡場所的地方，後被受休息區老闆委託的吉格撿起使用。

### 七騎士
位於機構頂點、實力達到最強的七位RANKER，管理著機構的立法、司法、統治，現只有六人（巴爾巴羅離職）。但實際上七騎士之間的排名只是靠抽籤決定的，這也只有他們知道而已。在機構總部設有專屬會議室。七騎士之間禁止互相戰鬥。
哈斯（Harth，聲：關智一）
達到最強者（最強に至る者）
第一順位者。機構最強的男人。只對強者有興趣，因為時常找不到強者而感到無趣。特徵是金色至肩的半長髮，穿著黑色無袖衣服，身材強壯，手臂有著紅色刺青，神情冷峻的男子。性格冷漠，對機構的事一概不理，如多涅迴廊的伊比諾斯討伐修練，連七騎士會議都經常缺席，但在和夢寐以求的強者交手時就會變得興奮。反叛軍勝利後，成為了新七騎士一員（仍是第一順位），但對自己是靠大家「決定」而還是第一順位感到有些不滿。在吉格正打算到絕海時要求和吉格戰鬥，敗北時感到相當愉悅（因終於找到了一個可努力的目標）。
尤里（Yult，聲：齋賀光希）
背負著巴薩塔的騎士（バザルタを負う騎士）
第二順位者。巴薩塔家後裔。特徵是銀色短髮，金色瞳孔，穿著藍色大衣的英俊男性，性格殘酷、無情，將自己的邪惡引以為傲，時常「嘻嘻」的笑。以前似乎曾被趕出家門，但在繼承大典那天再度回來。在雷歐峽谷一刀殺死為自己辦事的加爾加諾，並將巴爾巴羅的屍體丟至死去的加爾加諾身邊。凱洛尼亞要塞被破壞時就已離開。後來在機構本部的陽台和吉格交戰，但不幸敗北且還被自己的冰槍貫穿腹部而死，蜜希認為他是一個很可憐的人。
羅莎（Rosa，聲：遠藤綾）
光弓的天秤（光弓の天秤）
第三順位者。七騎士領導者（因為其他人都不太管事的緣故）。特徵是銀黃色的過腰長髮，金色眼睛，左眼下方有著一顆痣，戴著髮圈，穿著紅色緊身衣裝的沉穩女子，總是認真地處理機構公務，被加爾加諾形容是七騎士中少數會公正清廉的人。在索達迴廊要求和吉格戰鬥，目的是想了解對方。反叛軍勝利後，因明瞭機構公務能力而被哈斯找來，成為了新七騎士一員（第七順位）。
傑布里拉（Zebrila，聲：銀河萬丈）
全能武器商人（全てを手にした武器商人）
第四順位者。原是商人的一族，但會自己研發武器，還憑著世界最大的財力得到七騎士寶座。穿著體面的條紋西裝和帽子，右眼為紅寶石義眼，蓄著鬍鬚的中年男子，性格狂妄，喜歡寶物，只要有錢就會過得很高興。本身沒有戰鬥力（普通人）。在要塞戰車多歐的戰鬥中以要塞的跑塔對付吉格，但在失敗後企圖逃跑，要塞戰車多歐遭到破壞時不慎掉落到下方，生死不明。在吉格與羅莎在薩爾瓦托雷王室建築中調查石板時，再度出現並在陷入瘋狂的狀態擊敗了羅莎，最後被吉格打倒。
諾瑪（Norma，聲：三石琴乃）
美麗的咒文探求者（美と呪の探求者）
第五順位者。特徵是紅髮，左嘴下方有一顆痣（原主人艾頓的身體），手持法杖的女性，擅長以各種強大的魔法進行攻擊。執著於魔法因此付出了很大的代價，失去原有身體後成為鬼魂狀，死前能藉由「轉生術」來占據他人身體來生存，尤其喜歡使用可愛的年輕女性，因此活了將近300歲。積極追尋著反叛軍伊格莉達。在吉格修練時出現，本以為見到的人會是蓮，但仍一度擊敗對方。在要塞戰車多歐的戰鬥中，被吉格打倒而脫離原身軀，並被伊格莉達和蓮擾亂。最後被伊格莉達一刀殺死而消散。
戰國（Sengoku，聲：小山力也）
山崩之一刀（山崩シ之一刀）
第六順位者。東洋風格打扮現身的武士，綁著紫色長馬尾，畫有眼影，個性沉穩、通人情義理，以第一人稱稱呼自己為「在下」。是最先查覺機構腐敗的人，因而開始尋找新的目標。經常參加修練。在要塞戰車多歐附近因自己身分不得已與吉格一戰，敗北後認為是自己運氣不好而離開。反叛軍勝利後，雖已不是七騎士一員，但仍自願協助新七騎士。
巴爾巴羅
最巧的銃士（最巧の銃士）
原第七順位者。加爾加諾的父親，和尤里為對立局面。留著白色短髮和鬍鬚。被捲入政治紛爭而被尤里陷害，被囚禁，因此對外發布要養病而離開職位。因不想為加爾加諾造成負擔而自殺身亡，其屍體被尤里帶到死掉的加爾加諾身邊。

### 新七騎士
贏得七騎士後，機構由反叛軍統治。第一位順位是哈斯，第二順位是吉格，第三順位是泰隆，第四順位是法茲，第五順位是蓮，第六順位是伊格莉達，第七順位是羅莎（由哈斯找來）。泰隆和蓮曾要求比自己順位高的吉格交手，在機構本部地下各自交戰後，要求挑戰的兩人皆敗北。

### 其他人物
波德（Pod，聲：千葉進歩）
最弱的戰士（最弱ランカー）
巴薩塔的首都甘多亞的一名大橋衛兵。喜歡說八卦。機構宣誓擊倒RANKER的數量中，為最弱的戰士聞名，很多人都是因為他的推薦而成為RANKER。但因有不帶給他人麻煩的性格而受部分支持者喜愛，對新人和夥伴都很好。只要參加低階修練就很感到滿足。
貝格（Bayger，聲：柿原徹也）
諷刺的拳鬥士（皮肉な拳闘士）
繼吉格之後加入機構宣誓的新人戰士。以一子相傳的拳擊戰鬥。性格狂妄自大，對自己的實力相當有信心，曾向吉格表示「吉格比自己還要低位」的話，但仍以諷刺的口氣稱呼他「前輩」。初期排名卻比吉格高出很多。
里德（Rid，聲：KENN）
雞冠頭的狂人（トサカ頭の喧嘩売り）
泰隆一家的二號。為泰隆右手的存在。外表如流氓，特徵是紅色豎天的刺蝟頭，戴有唇環，睡覺時堅持睡在地板。在被泰隆收留前是一個住在貧窮屋子的人，只能睡在地上因此曾偷過他人的床來說，泰隆這時就剛好路過幫忙，雖然說要里多事後還回，但里多也結識了他，因此對關於老大的事都相當積極。
蜜希（Missy，聲：名塚佳織）
法茲的妹妹。吉格的兒時玩伴，繼承坎塔雷拉傳統儀式的巫女。七騎士的尤里襲擊坎塔雷拉時和法茲一起失蹤，其實是因為說的話能使七騎士尤里感到安撫，因此被尤里捉走，而法茲為了她不得成為尤里手下。在尤里被吉格打倒後順利回到法茲身邊。
愛麗絲
蓮的兒時玩伴。是由女性組成的「蓮組」一員，很小就待在薩爾瓦托雷服侍蓮。因太弱而不能成為一位戰士，放出武術教學的請求，雖然在吉格的測試下愛麗絲是真的很弱但因經常受傷的緣故使得醫療能力佳。在雷索納爾海岸戰役中幫助傷者治療，但不料被身後的敵人襲擊而亡，死前表示希望吉格可得到幸福。
迪迪可
遲到的英雄
第九順位的RANKER，僅位於泰隆之下。和外表不符的是，其大嘴巴和手榴彈的威力不容小看，喜歡稱讚自己，據說前七騎士似乎很害怕他。經常躲在下水道修練，因此不常看見他的蹤影。在遇見吉格時因厭倦在下水道修練而要求一戰，敗北後仍高興嚷嚷地離開。

## 用語
| 名稱                                   | 說明 |
| -------------------------------------- | --- |
| 天仰民族坎塔雷拉（天仰民族カンタレラ） | 基於傳統生活的邊境放浪民族，知道災厄來臨因此建立巨大建築物，在牆上記錄一切，還用天仰鏡進行預測的儀式。因比任何人都先測出災厄，其祖先因此被薩爾瓦托雷與巴薩塔聯手毀滅，只留下現今的少數人，但儀式仍舊進行。吉格離開後，部落因時常進行被機構禁止的儀式而被當作是反叛軍，全族除了法茲、米絲外都被七騎士的尤里解決。                                                                               |
| 戰候機構巴薩塔（戦候機構バザルタ）     | 通稱「機構」。總部位於甘多亞上區，由七騎士統治。擁有10萬名戰士的強大組織，以培育最強戰士為其目的統治著世界。要成為RANKER就需要有一位RANKER推薦。吉格戰勝災厄的兩百年後，戰侯機構已改名成為練成院，從追求最強變成開拓自己的力量，而世間永遠記得解除破碎之日危機的英雄「吉格」。 |
| 薩爾瓦托雷（サルバトーレ）             | 設立機構的王室之一，在和巴薩塔一同毀滅坎塔雷亞後反被巴薩塔擊倒。因有一長段的時間沒有出現較有才能的戰士而導致落沒。 |
| 排行                                   | 巴薩塔所屬戰士的排名序，通稱戰士「RANKER」。遊戲中的戰士名次都是可見的，因此可向他人挑戰來奪取其名次，順位越高者其生活水準、擁有權利也會隨之提升。 |
| 戰名                                   | RANKER們相互稱乎的暱稱，命名通常皆以能直接代表人物的事物。 |
| 修練                                   | RANKER平時自行接受的任務，在確認任務內容（包括尋找物品、討伐怪物等）到找再到雇主到完成委託任務後就可獲得報酬。因為某些RANKER會利用成功者來提升自己的功名，因此機構會派人巡邏並禁止其事情發生。 |
| 反叛軍巴薩塔（アンチバザルタ）         | 通稱「反叛軍」。和巴薩塔為對立關係的反抗份子，因不滿機構而經常對襲擊或找機構麻煩。機構為了對付他們而在反叛軍崛起後經常發布討伐修練。 |
| 伊比諾斯（イビノス）                   | 很久以前出現的一種不明魔物，RANKER們共同的大敵。其實力高於一般怪物，大多的特徵是黑色紫邊的身體色調，不同色調的力量也隨之不同，模樣包括蟲、砲台和人型姿態。數百年前，因為大量的伊比諾斯出現而對世界帶來危機，被稱為「破碎之日」，當破碎之日到來時就會發生「絕海」，巨大的伊比諾斯會將所有生命毀滅，其真相被七騎士隱瞞。災厄到來時而新七騎士的吉格等人為了預防大量伊比諾斯，機構成立了應對組織。 |

## 主題曲
- 《Ultimate》

歌- UVERworld

## 關聯商品

### 音樂
- 《LAST RANKER》原聲大碟

2010年7月28日發售，Sony Music Distribution（Japan）Inc.販售 2枚組，130分，定價3,150圓（日幣）。

### 戲劇CD
ラストランカー ドラマCD 旅立ちの決意
ラストランカー ドラマCD+ノベル 炭酸水とねじねじパン

### 漫畫
- 《LAST RANKER-Be The Last One-》

漫畫 - 上田悟司 構成- 敷八木風紀。月刊少年Rival（講談社）於2010年10月號到2011年11月號連載。單行本全3卷。
- 《第一戰士 蒼銀之鎖》

漫畫 - 沙月ゆう 『電撃魔王』（ASCII Media Works）於2010年12月號到2011年8月號連載。

## 開發人員
- 製作人：松川美苗（逆轉裁判）
- 主任：新納一哉（世界樹的迷宮、七龍傳說）
- 腳本：野島一成（王國之心、最終幻想VII、最終幻想VIII 、 最終幻想X）
- 作曲：下村陽子（王國之心、聖劍傳說）
- 人物設計：吉川達哉（洛克人X遊戲系列、惡魔獵人4、龍戰士系列）
- 伊比諾斯設計：長澤真（世界樹的迷宮）

## 備註
1. ↑  1.吉格（玩家）的戰名會隨劇情改變，一開始是「新人RANKER」→「泰隆一家」→「邊境的獅子」→「受到加護的英雄」。
2. ↑  2.在機構本部地下的圖書館中的一本書記載，雖無記名但似乎指的就是尤里。

## 外部連結
- 卡普空官方網站 （页面存档备份，存于）
- Last Ranker （页面存档备份，存于） at GameFAQs
- Last Ranker: Gangsters & “Ranking Director” Introduced
- YouTube上的PSP『ラストランカー』プロモーション映像 vol.1